# The Virtue of Selfishness
The Virtue of Selfishness: A New Concept of Egoism é uma coleção de ensaios publicada em 1964 por Ayn Rand e Nathaniel Branden. A maioria dos ensaios fizeram parte da The Objectivist Newsletter, exceto "The Objectivist Ethics", que foi um paper que Rand entregou à Universidade de Wisconsin durante um simpósio sobre a "Ética de nosso tempo" (Ethics in Our Time). O livro contém vários temas sobre o Objetivismo, filosofia criada por Ayn Rand. Alguns dos ensaios abordam o egoísmo como um código racional de ética e sobre o potencial destrutivo do altruísmo, bem como a natureza de um governo adequado.
O livro tornou-se uma das obras de não-ficção mais vendidas de Rand, vendendo mais de 400.000 cópias nos primeiros quatro meses de seu lançamento, e mais de 1,25 milhão de cópias até 2008.
A obra foi traduzida para o português por um editora independente de Porto Alegre em 1991.

## Significado do termo "egoísmo"
A caracterização do egoísmo como uma virtude, inclusive incluindo-o no título, é um dos elementos mais controversos do livro. O filósofo Chandran Kukathas disse que a posição de Rand sobre esse ponto trouxe-lhe notoriedade, mas a manteve fora do intelectual mainstream. Na introdução do livro, Rand reconheceu que o termo "egoísmo" não era normalmente usado para descrever um comportamento virtuoso, mas insistiu que seu uso era consistente com o significado mais preciso do termo, significando simplesmente como "a preocupação com os interesses próprios de cada um." 
O professor de filosofia Stephen Hicks escreveu na Internet Encyclopedia of Philosophy que o "título provocativo" de Rand foi acompanhado por "uma tese igualmente provocativa sobre ética".